# Classe Centurion
Pour les articles homonymes, voir HMS Centurion.
La classe Centurion est une classe de cuirassés  de type Pré-Dreadnought de deuxième classe construite pour la Royal Navy avant la fin du XIXe siècle.

## Conception
La classe Centurion comprenait trois navires, le HMS Centurion et le HMS Barfleur construits à l'identique, et le HMS Renown construit un peu plus tard avec une conception modifiée.

Les navires ont été conçus par Sir William Henry White, concepteur en chef à l'amirauté pour servir en Chine et dans le Pacifique. Ils furent dotés d'une artillerie plus légère car ils ne devaient avoir à affronter dans ces régions du monde que des croiseurs blindés et pouvaient emmener une plus grande quantité de charbon.
Ils bénéficièrent aussi, comme ceux de la classe précédente Royal Sovereign, d'un plus haut franc-bord permettant une meilleure navigation en mer agitée.
Le HMS Centurion et le HMS Barfleur subirent une refonte entre 1901 et 1904 dans laquelle les 10 canons de 4,7 pouces (120 mm) furent remplacés par des canons de 6 pouces (152 mm) dans des casemates blindées plus fortement. Le supplément de poids fut compensé par la suppression de trois des cinq tubes lance-torpilles (seuls les deux tubes immergés furent gardés).
Le HMS Renown fut une version améliorée des deux autres, ayant un meilleur blindage, un armement secondaire plus lourd et une plus grande vitesse. Mais il fut vite surclassé par les nouveaux cuirassés de type Dreadnought qui commencèrent à sortir des chantiers dès 1906.

## Histoire
HMS Centurion :

Dès sa mise en service en 1894, il devient le navire amiral de l' Escadre de Chine jusqu'en 1901. Après sa refonte, il reste en stationnement en Chine jusqu'en 1905.

Puis il est mis en réserve de 1905 à 1907 et rejoint la Home Fleet jusqu'en 1909 avant d'être démoli en 1910.
HMS Barfleur :Il fut surnommé le Farbluer

Dès sa mise en service en 1894, il reste en réserve un an avant de rejoindre la Flotte de Méditerranée de 1895 à 1898.

Puis il rejoint l' Escadre de Chine jusqu'en 1901. Après une période de mise en réserve, il rejoint la Home Fleet de 1907 à 1909 avant d'être démoli en 1910.
HMS Renown : Il fut surnommé The Battleship Yacht

Il est navire amiral de l' Escadre du Pacifique-nord et des Antilles de 1897 à 1899, puis de la Flotte de Méditerranée de 1899 à 1902.

Dès sa mise en service, il devient le bateau favori de la marine britannique et, en 1902, il sert occasionnellement de yacht royal en subissant des aménagements en 1905.

Il est reclassé comme navire-école en 1909. Il est désarmé en 1913 et démoli en 1914.

## Les unités de la classe
| Nom           | Lancement    | Armement        | Chantier naval             | Fin de carrière                          | Photo |
| ------------- | ------------ | --------------- | -------------------------- | ---------------------------------------- | ----- |
| HMS Centurion | 3 août 1892  | 14 février 1894 | HMNB Portsmouth Portsmouth | vendu le 12 juillet 1910 pour démolition |       |
| HMS Barfleur  | 10 août 1892 | 22 juin 1894    | Chatham Dockyard Chatham   | vendu le 12 juillet 1910 pour démolition |       |
| HMS Renown    | 8 mai 1895   | janvier 1897    | Pembroke Dockyard Pembroke | vendu le 2 avril 1914 pour démolition    |       |